# Prokop'evskij rajon
Ia provincia Prokop'evskij (in russo Прокопьевский район?) è un rajon dell'Oblast' di Kemerovo, nella Russia europea; il capoluogo è Prokop'evsk. Istituito nel 1924, ricopre una superficie di 3.500 chilometri quadrati e consta di una popolazione di circa 33.000 abitanti.